# Alfred Leonhard Maluma
Alfred Leonhard Maluma (* 12. Dezember 1955 in Lukani; † 6. April 2021 in Daressalam) war ein  tansanischer Geistlicher und römisch-katholischer Bischof von Njombe.

## Leben
Alfred Maluma empfing nach seiner theologischen Ausbildung am 17. November 1985 das Sakrament der Priesterweihe durch Raymond Mwanyika in seiner Heimatpfarrei Igwachanya. Er war Kaplan in Njombe und Schulseelsorger für alle Sekundarschulen des Bistums Njombe im Südwesten Tansanias. Von 1989 bis 1994 absolvierte er an der Päpstlichen Akademie Alfonsiana in Rom ein Doktoratsstudium in Moraltheologie und wurde mit einer Arbeit über Bernhard Häring promoviert und war anschließend Dozent am Priesterseminar Peramiho.
Am 8. Juni 2002 ernannte ihn Papst Johannes Paul II. zum Bischof von Njombe. Der Erzbischof von Daressalam, Polycarp Kardinal Pengo, spendete ihm am 1. September desselben Jahres die Bischofsweihe; Mitkonsekratoren waren der Erzbischof von Songea, Norbert Wendelin Mtega, und der Bischof von Mbinga, Emmanuel Mapunda. 2014 wurde Maluma zum Vorsitzenden des Bereichs Soziale Kommunikation der Vereinigung der Bischofskonferenzen Ostafrikas (AMECEA) gewählt.
Am 6. April 2021 verstarb Alfred Bischof Maluma im Muhimbili National Hospital (MNH) in Daressalam an den Folgen eines Verkehrsunfalls.

## Schriften
- Healing: A Mission to the Contemporary World and Contemporary Man. An Analysis of B. Haering's thought, Pontificia Universitas Lateranensis Academia Alfonsiana, Institutum Superius Theologiae Moralis, Roma 1996 (Dissertation)
- Mang’amuzi Kuhusu Kanisa la Afrika, Benedictine Publications Ndanda, Peramiho 1996 (Übersetzung durch Alfred Maluma)